# Exploration Flight Test 1
Az Exploration Flight Test 1, rövidítve EFT–1 az Orion űrhajó első, személyzet nélküli tesztrepülése volt 2014 decemberében.  Az űrhajót 2014. december 5-én, helyi idő szerint 7:05-kor (12:05 UTC) indították az amerikai légierő Cape Canaveral bázisának SLC–37B jelű indítóállásából egy Delta IV Heavy hordozórakétával. A négy és fél órás űrutazás alatt az űrhajó két keringést hajtott végre a Föld körül, majd San Diegótól mintegy 1000 km-re a Csendes-óceán felszínére ereszkedett, ahonnan a USS Anchorage dokkhajó vette a fedélzetére.

## Az űrhajó
A tesztrepüléshez használt űrhajót a Lockheed Martin gyártotta. A személyzeti kabin fő elemeit 2014. június 22-én hegesztették össze a NASA New Orleans-i Michoud Összeszerelő Üzemében (MAF, Michoud Assembly Facility), majd átszállították a Kennedy Űrközpontba, ahol elvégezték a végszerelést és a rendszerek tesztjeit. Az űrhajót 2014. november 11-én helyezték a hordozórakétára.

## Az űrrepülés
Az Orion űrrepülése az űrhajó rendszereinek (avionika, hővédő pajzs, ejtőernyők), valamint a visszatérési manőver tesztelésére szolgál. A tesztrepüléssel szerzett tapasztalatok alapján kerül sor 2018 novemberéig a Space Launch System hordozórakétával történő, személyzet nélküli indítására.
Az űrhajó a négy és fél órás repülés során két keringést végez a Föld körül. Először alacsony Föld körüli pályára áll, majd a hordozórakéta hozzá kapcsolódó második fokozatának segítségével elliptikus pályára áll, ahol a pályamagasság a perigeumban eléri az 5800 km-t. Ennek a célja, hogy ebből a magasságból visszatérve nagy, 32 ezer km/h-s sebességgel lépjen be a sűrű légkörbe, imitálva ezzel egy Holdutazásból való visszatérésnél jelentkező belépési sebességet, illetve a légkörben jelentkező hőterhelést. Ennél a sebességnél a kabin körüli hőmérséklet eléri a 2200 °C-t. A második keringés alatt az űrhajó áthalad a Van Allen-övön, ennek során tesztelik az űrhajó rendszereinek a nagy energiájú részecskesugárzással szembeni védettségét.
Az űrrepülés során a visszatérési manőver megkezdéséig a hordozórakéta második fokozata az űrhajóhoz csatlakoztatva marad. A nem üzemképes szervizmodullal repülő űrhajón nem lesznek napelemek, így az energiaellátást a hordozórakéta második fokozatának akkumulátorai biztosítják a tesztrepülés alatt.
A légkörbe belépő személyzeti kabin mozgását az Amerikai Haditengerészet NP–3D Orion felderítő repülőgépei a fedélzetükre telepített infravörös kamerákkal fogják követni. A tervek szerint az űrhajó ejtőernyős ereszkedéséről és az óceánba csapódásáról a NASA-nak a visszatérés körzetében cirkáló Ikhana pilóta nélküli repülőgépei élő videóközvetítést biztosítanak.
Az indítást 2014. december 4-én 12:05-re (UTC) tervezték. Az erős szél, majd az első fokozat üzemanyagszelepeivel adódott műszaki problémák miatt az indítás csúszott, majd az indítási ablak bezárulásával a következő napra, december 5-én 12:05-re (UTC) halasztották.

### A repülés tervezett menete

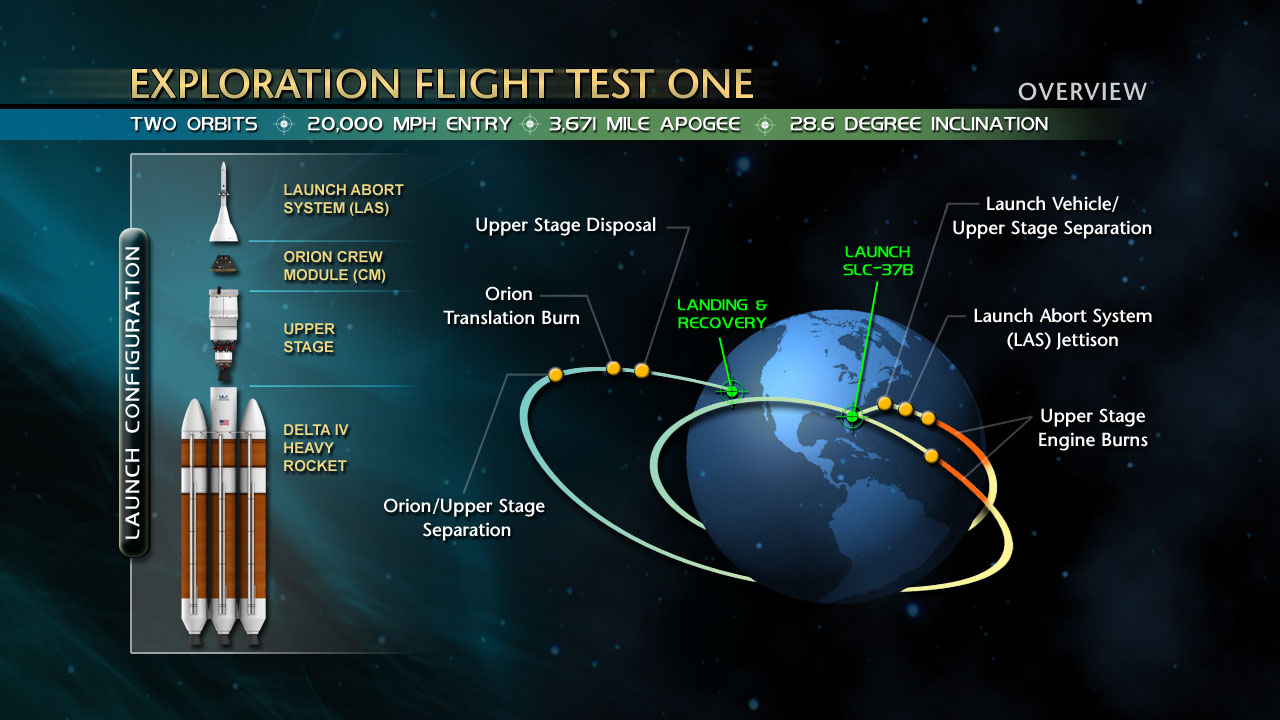
A repülés főbb jellemzői a NASA infografikáján ábrázolva

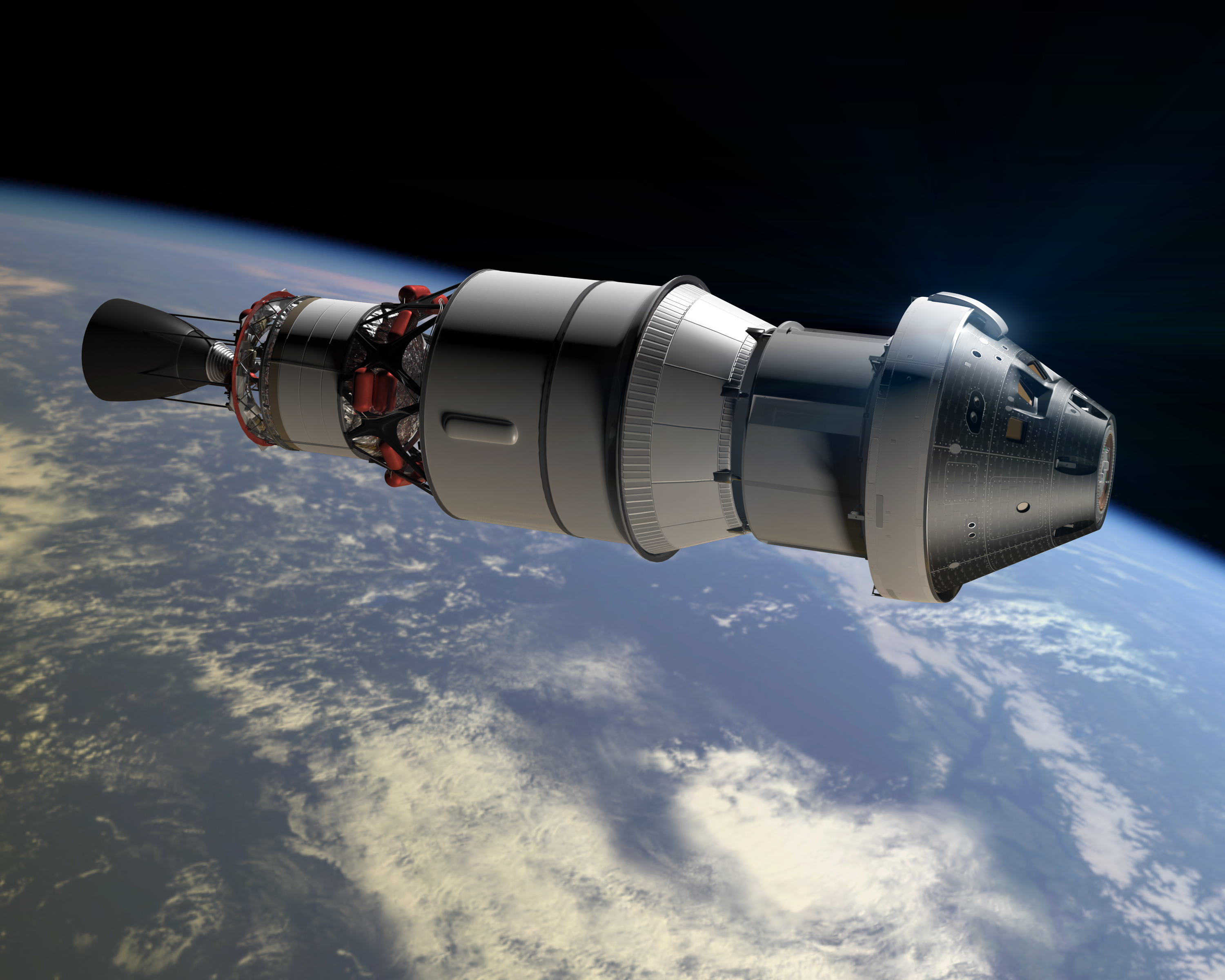
Grafika az Orion űrhajó első tesztrepülésének (EFT–1) konfigurációjáról. Jobbra a személyzeti kabin, mögötte a kiszolgáló modul, balra a hordozórakéta második fokozata

| Idő           | Esemény |
| ------------- | --- |
| L-6:00:00     | Az Orion rendszereinek bekapcsolása, a mobil kiszolgáló torony (Mobile Service Tower) eltávolodik a hordozórakétától, megkezdődik a hordozórakéta feltöltése üzemanyaggal. |
| 0:00:00       | Start (12:05 UTC) |
| 0:03:30 (kb.) | Leválnak a hordozórakéta gyorsítófokozatai. |
| 0:04:00 (kb.) | Leválik az első fokozat. |
| 0:06:15       | Leválik a szervizmodul makettjének burkolata és a mentőrakéta az orrkúppal                                                                                                 |
| 0:17:00 (kb.) | Az űrhajó elkezdi az első keringést. |
| 1:57:11       | Az űrhajó befejezi az első keringést, újraindítják a második fokozatot és az űrhajó pályamagasságot változtat.                                                             |
| 3:00:00 (kb.) | Az Orion a második keringés során eléri a pálya legmagasabb pontját. |
| 3:23:41       | Az Orion személyzeti modulról leválik a szervizmodul makettje és a hordozórakéta második fokozata.                                                                         |
| 3:57:00       | Az Orion a visszatérési pozícióját veszi fel. |
| 4:13:41       | Az űrhajó belép a sűrű légkörbe. |
| 4:20:22       | Kinyílnak a fékezőernyők. |
| 4:24:46       | A Csendes-óceán vízébe ereszkedik az űrhajó. |

## Külső hivatkozások
- Az Orion a NASA honlapján